# سليم تقلا (صحفي)
سليم تقلا (1849 في لبنان - 1892 في مصر ) كان صحافياً لبنانياً. أسس في جريدة الأهرام مع أخوه بشارة تقلا في 27 ديسمبر 1875 وصدر أول عدد منه في 5 أغسطس 1876، في المنشية بالإسكندرية.
حين بلغ 12 عاما أرسله والده إلى بيروت لتلقي العلم في المدرسة الوطنية على يد المعلم الشهير في ذلك الوقت بطرس البستاني.
اشتغل بعدها مدرساً للغة العربية وآدابها في المدرسة البطريركية، هاجر إلى مصر وهو في السادسة والعشرين من عمره، وفيها قام بإنشاء مطبعة في شارع البورصة المتفرع من ميدان القناصل (المنشية حاليا) بالإسكندرية. تعرض تقلا لمشاكل عديدة مع السلطة المصرية في عهد إسماعيل حيث سجنه الخديوي لجرأته، ثم أفرج عنه. توفي عام 1892